# Cáceres (Antioquia)
Cáceres es un municipio de Colombia, localizado en la subregión del Bajo Cauca del departamento de Antioquia. Limita por el norte con el departamento de Córdoba y el municipio de Caucasia, por el este con los municipios de Caucasia y Zaragoza, por el sur con los municipios de Anorí y Tarazá y por el oeste con Tarazá y el departamento de Córdoba. Su cabecera está a 230 kilómetros de Medellín.

## Historia

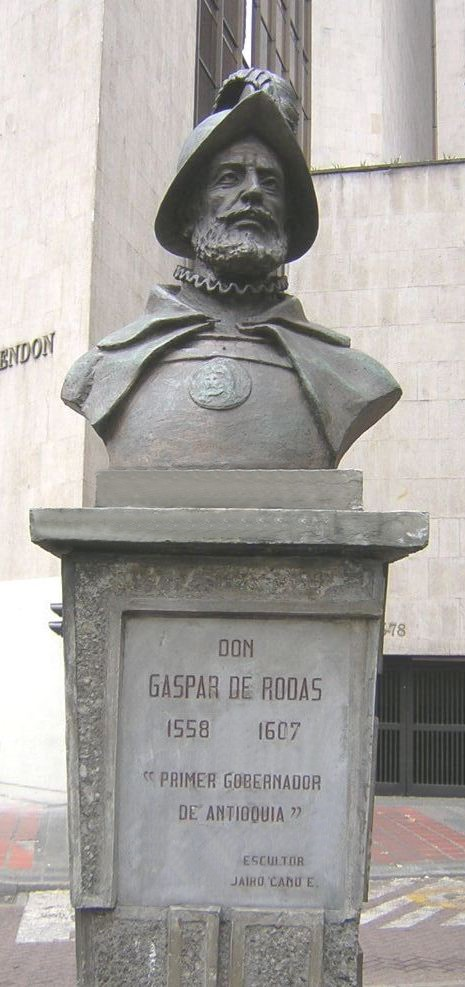
Busto de Gaspar de Rodas en Medellín.

Antes de la llegada de los españoles, el territorio donde se asienta Cáceres, el cual hoy se conoce en el departamento de Antioquia como Bajo Cauca, estaba habitado por indígenas Nutabes y Tahamíes. 
Cáceres es uno de los más antiguos pueblos de Antioquia. Su historia está ligada a la explotación de oro y sus habitantes son, en buena medida, descendientes de los negros llegados desde Cartagena de Indias en los años de la Colonia.
Fue fundado en el año de 1576 por el capitán don Gaspar de Rodas, quien llegó a las riberas del río Cauca avanzando por la margen derecha. Una vez escogido el lugar, ordenó la instalación de 30 ranchos y con una ceremonia muy animada, aquel poblado recibió el nombre de San Martín de Cáceres.
El territorio que ocupa Cáceres fue fragmentado de zonas históricamente pertenecientes a los actuales municipios de Caucasia, Nechí, Tarazá y parte de Valdivia.
Los circundantes ríos Tarazá, Rayo, Man, Corrales y Tamaná, que desembocan en el río Cauca, fueron definitivos para el poblamiento de la región. Por ellos ingresaron y salieron los buscadores de oro, las cuadrillas de esclavos, los abastecedores de los distritos mineros, las canoas y barcos a vapor, los comerciantes antioqueños, las manadas de ganado con destino a Medellín, y toda clase de trabajadores de la economía minera.
En 1610 nació en Cáceres José de Urbina, sacerdote jesuita que llegaría a ser rector del Colegio Mayor de San Bartolomé y de la Universidad Javeriana en Santafé de Bogotá. El padre Urbina se destacó como catedrático de Teología Moral y como el primer escritor javeriano, reconocido por sus estudios sobre Aristóteles.
Cáceres fue erigido municipio en 1903.
El municipio fue considerado como la 'Capital católica del Bajo Cauca' pero el 70% de su población en la actualidad es cristiana evangélica. Su clima es cálido y por su margen oriental pasa el río Cauca que busca, más al norte, su desembocadura en el río Magdalena. La pesca deportiva es una de las actividades más frecuentes en los ríos y quebradas de la subregión.

## División Político-Administrativa
Además de su Cabecera municipal. Cáceres tiene bajo su jurisdicción los siguientes corregimientos (de acuerdo a la Gerencia departamental):
- El Jardín (Tamaná)

- Guarumo
- Manizales
- Piamonte
- Puerto Bélgica

## Generalidades
- Fundación: 24 de abril de 1576
- Elección en municipio: 1903
- Fundador: Don Gaspar de Rodas
- Apelativo: Capital Católica del Bajo Cauca. Campamento del César

## Geografía física

### Ubicación
| Noroeste: San José de Uré | Norte: Montelíbano, Caucasia | Noreste: Caucasia |
| Oeste: Tarazá             |                              | Este: Caucasia    |
| Suroeste Tarazá           | Sur: Anorí                   | Sureste: Zaragoza |

### Clima
| Parámetros climáticos promedio de Cáceres | Parámetros climáticos promedio de Cáceres | Parámetros climáticos promedio de Cáceres | Parámetros climáticos promedio de Cáceres | Parámetros climáticos promedio de Cáceres | Parámetros climáticos promedio de Cáceres | Parámetros climáticos promedio de Cáceres | Parámetros climáticos promedio de Cáceres | Parámetros climáticos promedio de Cáceres | Parámetros climáticos promedio de Cáceres | Parámetros climáticos promedio de Cáceres | Parámetros climáticos promedio de Cáceres | Parámetros climáticos promedio de Cáceres | Parámetros climáticos promedio de Cáceres |
| Mes                                       | Ene.                                      | Feb.                                      | Mar.                                      | Abr.                                      | May.                                      | Jun.                                      | Jul.                                      | Ago.                                      | Sep.                                      | Oct.                                      | Nov.                                      | Dic.                                      | Anual                                     |
| ----------------------------------------- | ----------------------------------------- | ----------------------------------------- | ----------------------------------------- | ----------------------------------------- | ----------------------------------------- | ----------------------------------------- | ----------------------------------------- | ----------------------------------------- | ----------------------------------------- | ----------------------------------------- | ----------------------------------------- | ----------------------------------------- | ----------------------------------------- |
| Temp. máx. media (°C)                     | 32.8                                      | 33.4                                      | 34.0                                      | 33.2                                      | 32.8                                      | 32.6                                      | 32.7                                      | 32.5                                      | 32.2                                      | 32.0                                      | 31.9                                      | 32.1                                      | 32.7                                      |
| Temp. media (°C)                          | 27.6                                      | 28.0                                      | 28.7                                      | 28.2                                      | 27.9                                      | 27.7                                      | 27.8                                      | 27.5                                      | 27.3                                      | 27.3                                      | 27.2                                      | 27.1                                      | 27.7                                      |
| Temp. mín. media (°C)                     | 22.5                                      | 22.3                                      | 23.4                                      | 23.3                                      | 23.1                                      | 22.8                                      | 22.9                                      | 22.6                                      | 22.5                                      | 22.6                                      | 22.6                                      | 22.2                                      | 22.7                                      |
| Precipitación total (mm)                  | 69                                        | 61                                        | 91                                        | 290                                       | 397                                       | 452                                       | 368                                       | 424                                       | 405                                       | 436                                       | 319                                       | 209                                       | 3521                                      |
| Fuente: climate-data.org                  |                                           |                                           |                                           |                                           |                                           |                                           |                                           |                                           |                                           |                                           |                                           |                                           |                                           |

## Demografía
Población Total: 28 996 hab. (2018)
- Población Urbana: 5 355
- Población Rural: 23 641

Alfabetismo: 72.5% (2005)
- Zona urbana: 77.1%
- Zona rural: 71.1%

### Etnografía
Según las cifras presentadas por el DANE del censo 2005, la composición etnográfica del municipio es: 
- Mestizos y Blancos (69,6%)
- Afrocolombianos (28,2%)
- Indígenas (2,2%)

## Símbolos
Escudo

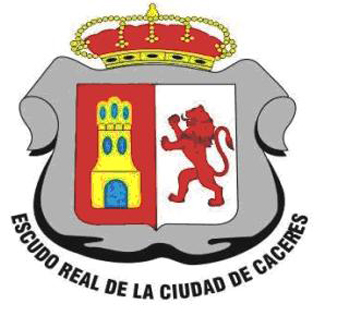
Escudo de Cáceres, Antioquia

Este escudo fue concedido por España a Cáceres.
El León significa el vigor y la fuerza de los Cacereños.
La Corona es en memoria de los Reyes de España.
La Cúpula de la Iglesia representa la fe, el respeto y el amor a Dios que
manifiestan sus moradores por las cosas religiosas. Prueba de ello es las
tradicionales fiestas a su patrona Santa María Magdalena, que se celebran en
esta población los 22 de julio.
Bandera

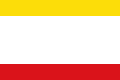
Bandera de Cáceres, Antioquia

El amarillo por estar ubicado en una zona históricamente aurífera y prueba
de ello se dice que en la época de la colonia fue sede de una de las casas de la
moneda.
El blanco hace honor a la tranquilidad que se vive en esta población a pesar
de la violencia que se vive en Colombia.
" En un valle fecundo y radiante,
desde siglos plantado allí está
un heráldico pueblo anhelante
por la ofrenda vital de la Paz”
Por eso la llamamos tierra de paz.

El rojo significa el vigor y la fuerza.
"Nuestro Cáceres es lampo de gloria,
de hombres nobles de firme labor,
mi ciudad y mi campo es victoria, que la sangre ancestral redimió"

## Economía
La economía de Cáceres se basa en la ganadería, la tala de árboles y la agricultura. Si bien la tala de árboles está prohibida, ésta se realiza de forma esporádica e ilegal. La agricultura se desarrolla en pequeños terrenos de hasta 20 hectáreas, pero debido a la pobreza de los suelos, las cosechas son bajas y la producción irrisoria, además que los ciclos de descanso del suelo son de 4/1, cuatro años de descanso por uno de cultivo.
Otros principales renglones económicos del distrito son Oro, plata, comercio y arroz.

## Medios de comunicación
En Cáceres están disponibles los servicios de telecomunicaciones, desde teléfonos públicos, pasando por redes de telefonía móvil, centros de navegación o cibercafés, etc. La principal empresa en este sector es EDATEL, filial de EPM Telecomunicaciones.
Hay tres operadores de telefonía móvil todos con cobertura nacional y con tecnología GSM, (claro) (de América Móvil) Banda: 850MHz; Movistar (de Telefónica) Banda: 850MHz, y Tigo (de la ETB, EPM Telecomunicaciones y Millicom International de Luxemburgo) Banda: 1900MHz NGN. La empresa Avantel, también funciona en la ciudad ofreciendo el servicio de trunking, el cual se hace por medio de un dispositivo híbrido entre celular y radio.
La localidad cuenta con varios canales de televisión de señal abierta, un canal regional Teleantioquia, y los cinco canales nacionales: los 2 privados Caracol y RCN, y los 3 públicos Canal Uno, Señal Institucional y Señal Colombia.
En el municipio se sintoniza una gran variedad de emisoras en AM y FM, tanto de cobertura local como nacional, de las cuales la mayoría son manejadas por Caracol Radio o RCN Radio, aunque hay otras emisoras independientes de gran sintonía, como Todelar y Super.
En Cáceres y Antioquia circulan dos importantes diarios: El Colombiano y El Mundo, ambos con una larga trayectoria en el ámbito regional. También circula el periódico El Tiempo de tiraje nacional.

## Fiestas
- Fiestas de Santa María Magdalena, el 22 de julio
- Fiestas de la Virgen del Carmen el 16 de julio
- Fiestas de la Calle
- Fiestas del Retorno y de la Cultura, en noviembre.
- Campañas evangélicas cristianas

## Gastronomía
Viudas de pescado, bollos de plátano, bituallas, motes, mazamorras, arroz con coco, ponche ahumado y ripiado, guiso de tortuga en Semana Santa, Bandeja paisa y carimañolas, arepa de huevo, empanadas, patacon con carne y queso, pescado frito con yuca, entre otros platos.

## Sitios de interés y destinos ecológicos
- Iglesia principal, inaugurada en 1969. Este templo se caracteriza por ser el único del cual se sepa que en su frontis esté una hostia sobre el cáliz.
- Restaurantes con mirador hacia el Río Cauca
- Fincas ganaderas
- Quebrada Noa. A este sitio se puede acceder bien sea caminando, a caballo, en carro o en lancha. Allí los visitantes pueden disfrutar de la belleza del paisaje.
- Quebrada Nicapa. El atractivo de este sitio son las aguas claras, ideales para bañarse.
- Gran Reserva Natural Bajo Cauca-Nechí. Esta reserva cuenta con un área aproximada de 136 mil hectáreas, de las cuales el 49% corresponden al municipio. La reserva es considerada patrimonio biológico de los colombianos y en ella se puede apreciar gran variedad de fauna y flora. Se puede recorrer por varios de los caminos que la rodean, en un viaje natural apetecido por los ecoturistas.
- El Saltillo, Quebrada El Tigre. El atractivo de este sitio son las cascadas, las piscinas naturales y la vegetación.
- Parque principal.

## Servicios públicos
- Energía Eléctrica: EPM, es la empresa prestadora del servicio de energía eléctrica.
- Gas Natural: Surtigas es la empresa distribuidora y comercializadora de gas natural en el municipio.== Referencias ==

1. 1 2 3  «Información general de Cáceres». Alcaldía del municipio. Archivado desde el original el 3 de abril de 2016. Consultado el 1 de mayo de 2015.
2. 1 2  «Censo 2018 - Población ajustada por cobertura». DANE. Consultado el 16 de octubre de 2019.
3. ↑  Rey Fajardo, 2008, p. 115-116).
4. ↑  «Corregimientos de Cáceres - Gerencias de Corregimientos del Departamento de Antioquia.».
5. ↑  «Climate-Data.org». Consultado el 18 de noviembre de 2018.
6. 1 2  Censo oficial DANE 2005, Perfiles Departamentos y Municipios